# Adiantum rhizophytum
Adiantum rhizophytum là một loài dương xỉ trong họ Pteridaceae. Loài này được Schrad. mô tả khoa học đầu tiên năm 1824.